# Roadrunner Records
Roadrunner Records — музыкальный лейбл, основанный в 1980. Лейбл специализируется на группах тяжелого метала и в настоящее время является подразделением Warner Music Group, входящей в RIAA.

## История
Лейбл был основан в Нидерландах в 1980 году и изначально назывался «Roadracer Records». Сперва деятельность лейбла заключалась в импорте альбомов американских метал-групп в Европу. В 1986 году Roadrunner открыл американский филиал в Нью-Йорке, а позже в Англии, Германии, Франции, Японии и Австралии. Ранние успехи включали в себя альбомы King Diamond (первый исполнитель Roadrunner попавший в Billboard Top 200) и Annihilator. Также лейбл управлял выпуском релизов Metallica в скандинавском регионе. Конец 1980-х ознаменовался релизом двух альбомов, которые сейчас считаются классикой своего жанра: Obituary — Slowly We Rot и Sepultura — Beneath the Remains.
В 1990-х на лейбле появились такие исполнители, как Life of Agony, Machine Head, Sepultura и Type O Negative. На протяжении 90-х некоторым исполнителям Roadrunner удалось оказать влияние на мейнстрим (наиболее заметными стали Sepultura и Type O Negative). Альбом Sepultura 1993 года, Chaos A.D., стал первым среди исполнителей Roadrunner Records, сумевшим попасть в Billboard Top 40. Type O Negative стали первой группой Roadrunner, попавшей в радиоэфир и первыми, кто получил сертификацию от RIAA; это был статус золотого диска (позже альбом также получил платиновый статус) за альбом 1993 года Bloody Kisses, который получил сертификацию в 1995. В 1999 Slipknot стали первым исполнителем Roadrunner, получившим статус платинового диска. Начиная с 2001 года, альбомы Roadrunner стали распространяться Universal Music Group через The Island Def Jam Music Group. В настоящее время срок сделки истёк.
В конце 90-х Mindless Self Indulgence заключили контракт с Roadrunner Records, но договор был расторгнут из-за нежелания лейбла выпускать их песню «Panty Shot».
18 декабря 2006 Warner Strategic Marketing подписала согласие приобрести контрольный пакет акций (73.5 %) родительской компании Roadrunner, Roadrunner Music Group B.V.. Сделка вступила в действие 29 января 2007, после получения одобрения из Германии.
В 2007 году, Roadrunner Records получили звание «Лучшего металлического лейбла» от журнала Metal Hammer на Golden Gods Award, награду, которую Roadrunner получает 3 года подряд.

## Дискография
- The Heart of Roadrunner Records
- Roadrunner United — The All-Stars Sessions (альбом)
- The End (сингл)
- серия альбомов Two from the Vault (каждый альбом представлял собой переиздание двух классических альбомов какой-либо группы)

## Исполнители Roadrunner Records
Для списка бывших и действующих исполнителей Roadrunner Records см. Список исполнителей Roadrunner Records